# José Antonio de Santiago-Juárez
José Antonio de Santiago-Juárez López (Valladolid, 1951) es un médico psiquiatra y político español. Ha desempeñado diversos cargos de responsabilidad, entre los que destaca los de vicepresidente de la  Junta de Castilla y León, consejero de la Presidencia de la Junta de Castilla y León y procurador en las Cortes de Castilla y León por la provincia de Valladolid. Tras las elecciones municipales de España de 2019 es concejal adscrito al grupo popular en el Ayuntamiento de Valladolid.

## Biografía
Nació el 18 de noviembre de 1951 en Valladolid. Es hijo de Antolín de Santiago, quien fue, entre otros cargos públicos, alcalde de Valladolid y uno de los principales promotores de lo que hoy es conocido como la Seminci. Es licenciado en medicina y cirugía por la Universidad de Valladolid en la especialidad de psiquiatría. Pertenece al personal estatutario, como licenciado especialista en psiquiatría desde 1983, por lo que desarrolló su actividad asistencial en diferentes hospitales de la comunidad de Castilla y León.

## Cargos desempeñados
Ha ocupado diversos cargos públicos entre los que destaca:
- Comisionado Regional para la Droga de Castilla y León (1987-1999).
- Director general de Salud Pública y Asistencia (1991-1995).
- Secretario general de la consejería de Sanidad y Bienestar Social y gerente Regional de Salud (1995-1999).
- Concejal de medio ambiente, salud y consumo en el Ayuntamiento de Valladolid (1999-2003), compaginándolo con su actividad profesional como psiquiatra en Valladolid.
- Vocal del Observatorio Nacional sobre Drogas, y presidente del Instituto Nacional de Investigación y Formación sobre Drogas dependiente del Ministerio del Interior (2000-2004).
- Coordinador regional de estudios y programas en el Congreso Regional del Partido Popular (2002-2004).
- Secretario ejecutivo regional de Acción Parlamentaria del PP de Castilla y León (2004-2008).
- Portavoz del Grupo Parlamentario Popular de las Cortes de Castilla y León en la VI Legislatura (2003-2007).
- Vicesecretario de Acción Política del Partido Popular de Castilla y León (2008-2012).
- Procurador de las Cortes de Castilla y León (desde 2003).
- Miembro de la Junta Directiva Nacional del Partido Popular (2008-2015).
- Presidente del Comité Electoral del Partido Popular de Castilla y León (2012-2015).
- Portavoz de la Junta de Castilla y León (2007-2015).
- Consejero de Presidencia de la Junta de Castilla y León (2007-2019).
- Vicepresidente de la Junta de Castilla y León (2016-2019).̈
- Concejal en el ayuntamiento de Valladolid (en el cargo).